# Boschi xerofili del Paropamiso
I boschi xerofili del Paropamiso sono un'ecoregione dell'ecozona paleartica, definita dal WWF (codice ecoregione: PA1322).

## Territorio
Questa ecoregione, situata nell'Afghanistan settentrionale, sul versante esposto a nord della catena montuosa dell'Hindu Kush (il Paropamiso degli antichi Greci), è estremamente arida, in quanto le montagne bloccano le piogge provenienti da sud. Ad essa appartiene anche gran parte delle regioni del Badakhshan e del Wakhan: queste due regioni, situate nell'angolo nord-orientale del Paese, costituiscono praticamente il versante sinistro della valle dell'Amu Darya e comprendono la parte settentrionale dell'Hindu Kush orientale (che tocca qui la sua altezza massima nel Tirich Mir, 7708 m) e la catena del Khwaja Muhammad fino alle sue estreme derivazioni verso l'Amu Darya. Il clima di queste regioni è estremamente secco, però verso nord, nell'ansa dell'Amu Darya, si ha un'alta piovosità. Nel fondovalle la temperatura estiva è piuttosto elevata, ma sui versanti montagnosi essa si abbassa notevolmente. L'inverno è comunque rigidissimo.

## Flora
Il pascolo incontrollato ha permesso alle piante erbose e ai cespugli spinosi di rimpiazzare i prati che originariamente si trovavano nelle aree boschive aperte comuni in questa ecoregione. La vegetazione prativa originaria è presente tuttora in alcune aree lontane dall'influenza umana; essa comprende specie quali mente (Mentha spp.), piantaggini (Plantago), genziane (Gentiana), piccole canne, carici (Carex spp.) e giunchi (Juncus spp.). Nelle aree dove si accumulano le acque di scioglimento delle nevi, salici (Salix spp.), olivelli spinosi (Elaeagnus rhamnoides) e arbusti approfittano dell'umidità disponibile. La vegetazione di questa ecoregione è opportunistica e si è perfettamente adattata alle dure condizioni di queste aride aree montane.

## Fauna
L'ecoregione ospita un'intera varietà di animali in pericolo e minacciati di estinzione, come il leopardo delle nevi (Panthera uncia), il leopardo (P. pardus), il lupo (Canis lupus) e l'orso dal collare (Ursus thibetanus). Specie più comuni presenti in questa ecoregione di montagna sono la lince (Lynx lynx), la volpe rossa (Vulpes vulpes), la faina (Martes foina), lo sciacallo dorato (Canis aureus), la lontra (Lutra lutra) e la marmotta dalla coda lunga (Marmota caudata). Tuttavia, nessun grosso mammifero vive nelle immediate vicinanze dei molti laghi dell'ecoregione, dove gli insediamenti umani sono più numerosi. Tra gli uccelli presenti nel parco nazionale di Band-e Amir figurano il tarabusino comune (Ixobrychus minutus), il cavaliere d'Italia (Himantopus himantopus), il piro piro piccolo (Actitis hypoleucos), lo spioncello marino (Anthus petrosus) e alpino (A. spinoletta) e l'averla mascherata (Lanius nubicus). La riserva naturale della valle di Ajar ospita il chukar (Alectoris chukar), la cannaiola verdognola (Acrocephalus palustris), il culbianco isabellino (Oenanthe isabellina), il verzellino fronterossa (Serinus pusillus), il picchio muratore di roccia (Sitta neumayer) e tutta una varietà di altri silviidi e muscicapidi.

## Popolazione
Le regioni settentrionali dell'Afghanistan, che corrispondono all'ecoregione dei boschi xerofili del Paropamiso, sono caratterizzate da una bassa densità abitativa, con insediamenti umani prevalentemente localizzati nei fondovalle, lungo i principali corsi d'acqua e attorno alle oasi. La popolazione è costituita in gran parte da gruppi etnici diversi – tagiki, uzbeki, hazara, kirghisi, turkmeni e, in minor misura, pashtun e wakhi – che praticano tradizionalmente agricoltura irrigua, allevamento e pastorizia nomade o seminomade, secondo modelli adattati alla severità del clima e alle risorse disponibili.
Nelle aree montane, l'economia rurale è basata sull'allevamento di capre, pecore, yak e bovini, integrato da coltivazioni di cereali (soprattutto orzo e frumento), legumi e ortaggi nelle valli più fertili, mentre nei villaggi di fondovalle si coltivano anche frutteti e piccoli appezzamenti irrigui. In alcune zone, soprattutto nelle vallate più remote e meno accessibili, persistono pratiche di allevamento transumante e una notevole dipendenza dalle risorse naturali, in particolare dal pascolo e dalla raccolta di legname per combustibile e costruzione.
La pressione antropica, legata sia al pascolo sia alla raccolta del legname e alla progressiva espansione degli insediamenti, ha progressivamente trasformato il paesaggio originario. L'erosione del suolo e la degradazione della vegetazione sono tra le principali problematiche ambientali che interessano la popolazione locale, specialmente nei periodi di siccità e durante gli inverni più rigidi, quando aumenta la domanda di combustibili.
La regione è stata segnata anche da importanti flussi migratori interni e da eventi bellici che hanno inciso sulle dinamiche demografiche e sull'organizzazione sociale, determinando in alcuni periodi lo spopolamento di aree montane o la temporanea concentrazione di popolazione nelle valli principali. Nonostante queste difficoltà, le comunità locali hanno sviluppato adattamenti culturali e tecniche tradizionali di gestione del territorio che rappresentano una risorsa preziosa per la resilienza e la conservazione di questi ecosistemi montani.

## Conservazione

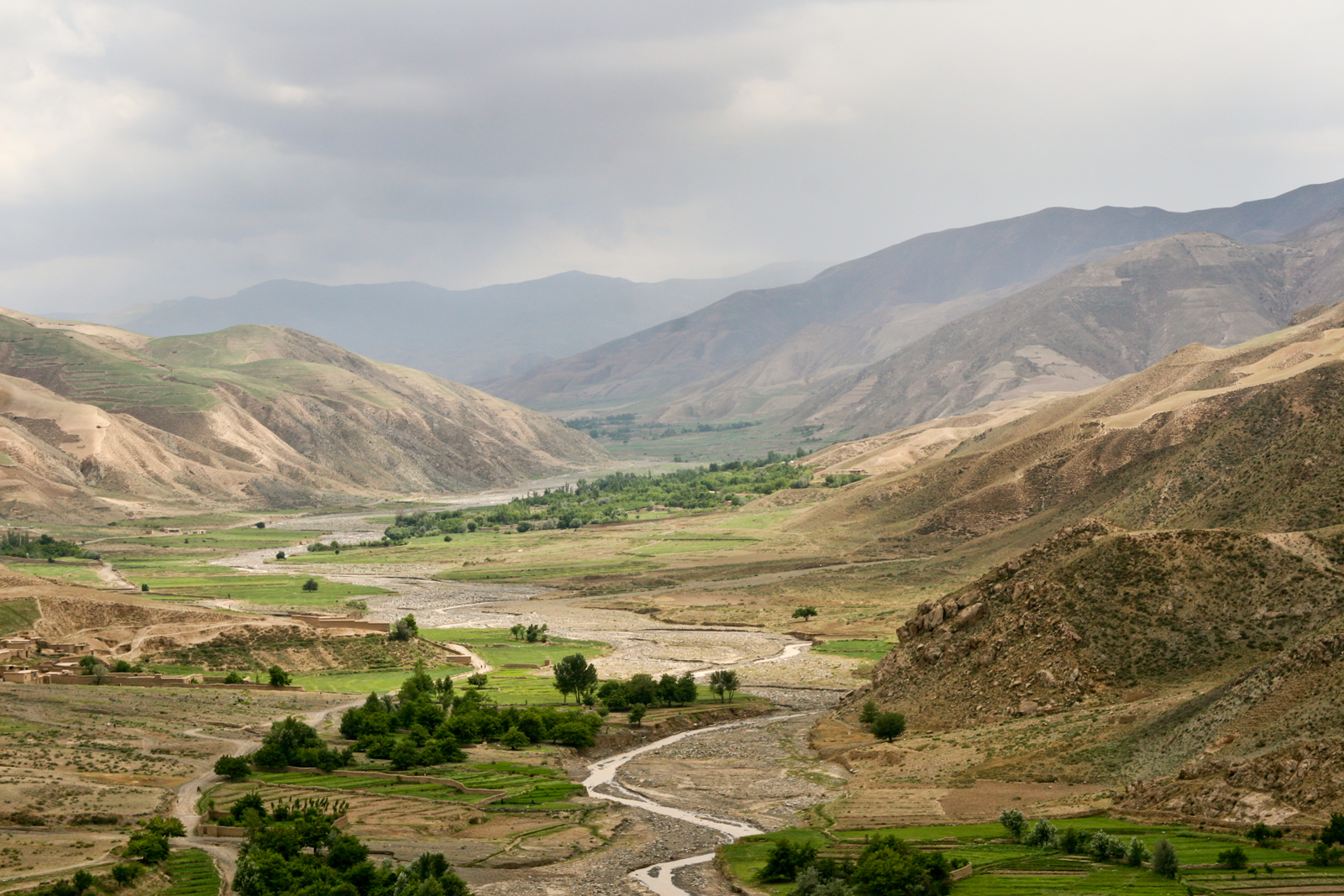
Panorama nei pressi di Kunduz, Afghanistan

Le attività umane come la caccia, il traffico degli animali selvatici e l'antropizzazione del territorio sono, in gran parte, attualmente non regolamentate e causano l'impoverimento della fauna. Le foreste e le piante d'alto fusto che crescono nei pressi dei villaggi vengono abbattuti per soddisfare le richieste di combustibile e carbone. Inoltre i sentieri usati dal bestiame che attraversano le colline di questa ecoregione stanno causando una grave erosione e impediscono la rigenerazione delle piante. Il pascolo degli animali domestici è una delle minacce più gravi per l'ecoregione, perché degrada l'habitat e provoca la sostituzione e l'alterazione della vegetazione naturale.